# آرثر تاونسند
آرثر تاونسند هو سياسي أمريكي، ولد في 13 سبتمبر 1868 في ديربيشاير في المملكة المتحدة، وتوفي في 28 أغسطس 1950 في موراي في الولايات المتحدة.